# Bièvre (Bélgica)
Bièvre (en valón : Bive) es un municipio de Bélgica, en la provincia de Namur.

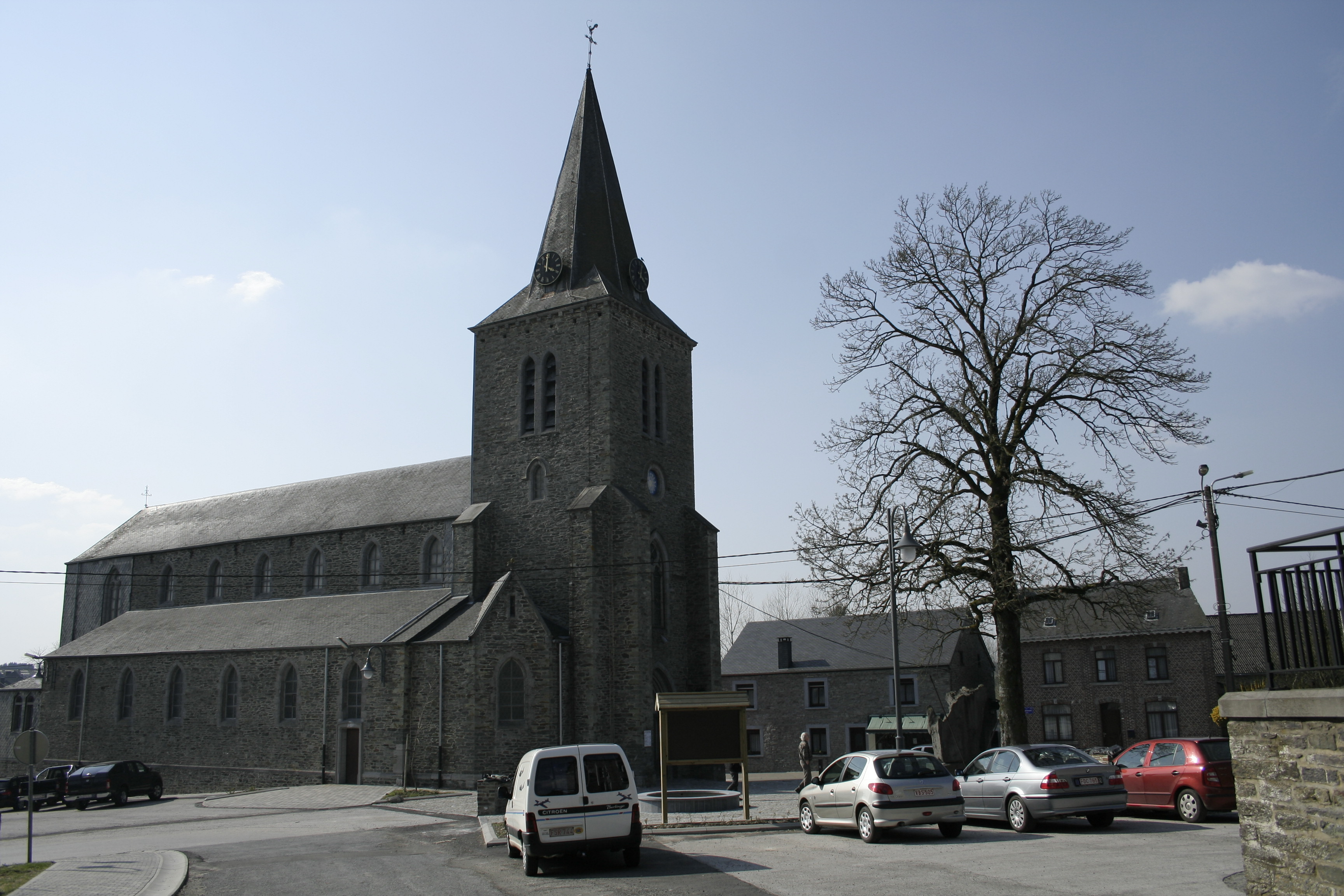
La iglesia de San Huberto (1894).

Población total al 1 de enero de 2019: 3,355 habitantes. 
La superficie es de 110,05 km².

## Geografía

### Secciones del municipio
El municipio comprende los antiguos municipios, que se fusionaron en 1977:
| - Bièvre - Baillamont - Bellefontaine - Cornimont - Graide - Gros-Fays - Petit-Fays - Monceau-en-Ardennes - Naomé - Oizy |

## Demografía

### Evolución
Todos los datos históricos relativos al actual municipio, el siguiente gráfico refleja su evolución demográfica, incluyendo municipios después de efectuada la fusión el 1 de enero de 1977.
| Gráfica de evolución demográfica de Bièvre entre 1846 y 2020 |
|                                                              |